# Val Mesolcina
Le val Mesolcina (ou simplement Mesolcina en italien, Moesa en français, Misox en allemand et en romanche) est une vallée située dans la partie italophone du canton des Grisons dans les Alpes suisses.

## Géographie
Le val Mesolcina est une vallée du sud des Alpes suisses partant du col du San Bernardino dans le canton des Grisons et s'ouvrant au sud-ouest sur le district de Bellinzone dans le canton du Tessin. Sa crête orientale fait frontière avec l'Italie. Elle est bordée par le val Calanca à l'ouest et elle aboutit au nord à la vallée du Rhin postérieur accessible par le col du San Bernardino. 
La vallée, de type glaciaire, est traversée par la Moesa qui se jette dans la rivière Tessin juste avant Bellinzone et a une longueur de 30 km.
Elle est flanquée de schistes lustrés, de schistes argileux tendres insérés dans une masse de grès.
À Grono, le 11 août 2003, une température de 41,5 °C a été mesurée. Il s'agit du record suisse pour une mesure officielle.

## Histoire
Des ruines de nombreux châteaux témoignent de conflits liés au rôle d'axe de communication de la vallée entre l'Allemagne et Milan via le col du San Bernardino.

## Transport
Sous le col du San Bernardino, un tunnel permet désormais de traverser plus facilement les Alpes centrales.